# Пам'ятник Володимиру Ульянову (Харків)

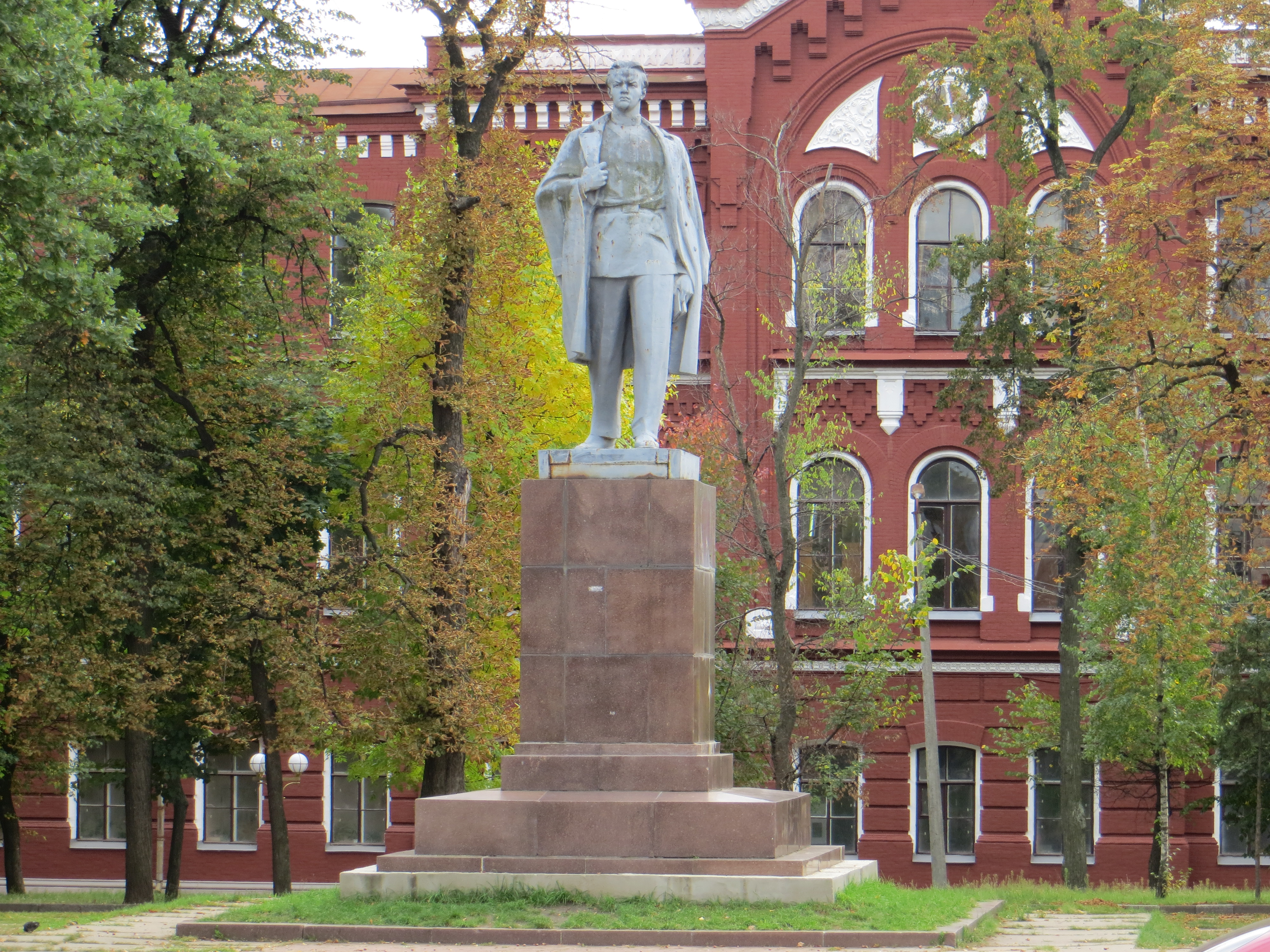

Пам'ятник Леніну-студенту було відкрито 29 жовтня 1967 року, в день народження Комсомолу, на території Харківського політехнічного інституту. Автори пам'ятника — скульптор В. М. Савченко та архітектор А. П. Павленко. Знесений в ніч на 18 квітня 2015 року.

## Композиція
Ленін зображений на повний зріст з книгою в лівій руці, в правій він притримує полу студентської шинелі. Фігура відлита з металу, встановлена на п'єдесталі з червоного граніту. На постаменті був автограф Леніна.